# Dudleya anomala
Dudleya anomala är en fetbladsväxtart som först beskrevs av Anstruther Davidson, och fick sitt nu gällande namn av Reid Venable Moran. Dudleya anomala ingår i släktet Dudleya och familjen fetbladsväxter. Inga underarter finns listade i Catalogue of Life.

## Bildgalleri

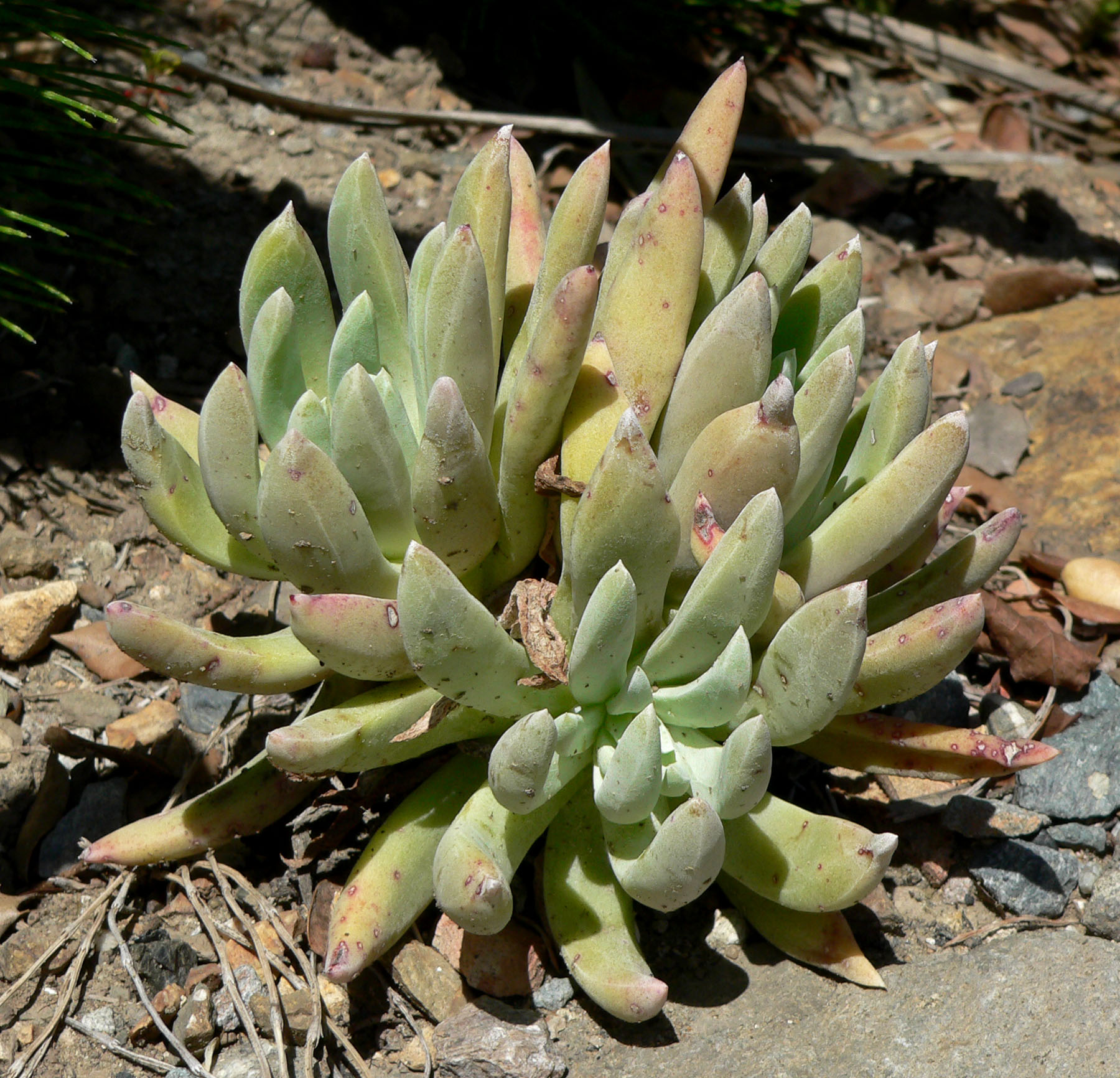